# 那瑪夏區
那瑪夏區，舊稱「蚊子只社」，位於臺灣高雄市東北部，玉山山脈與阿里山山脈之間山嶽地帶，為高雄市的直轄市山地原住民區，原為高雄縣的一部分，2010年因縣市合併改隸高雄市。該區坐落於玉山與阿里山山脈交界，東鄰桃源區，西鄰臺南市南化區，北接臺灣省嘉義縣大埔鄉、阿里山鄉，南連甲仙區。全境面積約有252.9895平方公里，是高雄市僅次於桃源區的面積第二大區。
全境地勢高聳崎嶇，大部分地區屬於高屏溪兩大源頭之一的楠梓仙溪流域，氣候上屬暖溫帶氣候區。居民以台灣原住民族布農族為主，卡那卡那富族次之，且為臺灣卡那卡那富族人口最多的三級行政區，地方通行語為布農語、卡那卡那富語，不過卡那卡那富族多數族人都轉用或通用布農語。
依照《地方制度法》，那瑪夏區係直轄市山地原住民區，為具有公法人地位的地方自治團體，與高雄市其他市轄區性質並不相同，享有相當於鄉鎮市的地方自治權，那瑪夏區公所為其自治事項之行政機關，非高雄市政府的派出機關，並設置那瑪夏區民代表會作為其自治事項之立法機關。

## 歷史

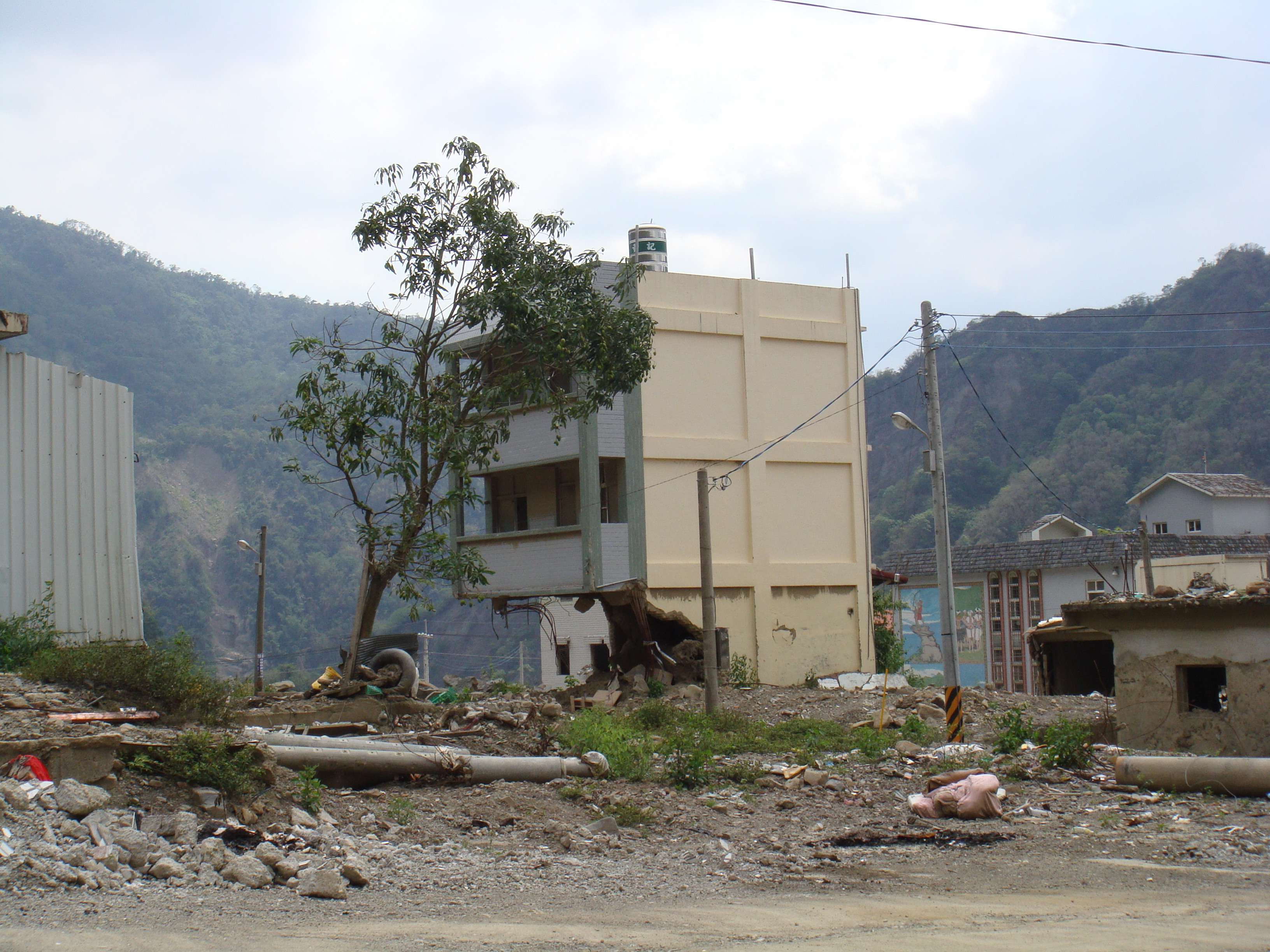
八八水災後殘存的大片土石與廢棄建築

早期稱為蚊仔只社或蚊仔圳社，1920年，大日本帝國臺灣總督府重劃行政區域時，於高雄州旗山郡不置街庄之蕃地有蚊子只社大字，俱源自閩南語中對於卡那卡那富語「Mangacun」的譯寫。
戰後根據上述拼音設瑪雅鄉。1957年因鄉內的三個聚村分別更名「民族」、「民權」、「民生」，因此改稱三民鄉。1979年，為限制錫安山信徒入山，錫安山所在的雙連堀，從甲仙鄉（現甲仙區）被劃入三民鄉。由於高雄市亦有同名之三民區等徒增困擾，遂於2007年12月10日，該鄉鄉民代表會正式通過採用「那瑪夏鄉」（源自Namasia，楠梓仙溪）為新鄉名，Namasia是卡那卡那富族傳說中一名拯救全族而犧牲的少年。轄下三村亦分別恢復舊名：「民族 → 南沙魯」（Nangisarʉ）、「民權 → 瑪雅」（Mangacun）、「民生 → 達卡努瓦」（Tangaanua）。新名稱呈報高雄縣政府核備後，於2008年1月1日正式揭牌使用。
2009年發生八八水災，那瑪夏受到慘重災情，南沙魯里慘遭土石流吞沒、民族國小全毀、位於瑪雅里的民權國小被土石掩埋，民生國小半毀，那瑪夏國中也被土石掩埋，大量村民遷移至杉林大愛村。
2010年12月25日，高雄市、高雄縣合併改制為新直轄市，改為高雄市那瑪夏區，轄下三村改為里。失去原本作為鄉所具有的地方自治權和地方自治團體地位。2014年12月25日，配合《地方制度法》修正，賦予直轄市山地原住民區地方自治權，那瑪夏區再次改制為具有公法人地位的地方自治團體，成為高雄市轄域內三個區民可選舉區長與區民代表的市轄區之一。

## 地理
那瑪夏區位於楠梓仙溪上游，該溪流發源於玉山主峰（3,952公尺），流經本區後匯入荖濃溪，最終成為高屏溪，注入臺灣海峽。該區擁有豐富的水資源，溪流生態多樣，1993年曾被劃為臺灣首個溪流保護區，2020年再度公告為「高雄市那瑪夏區楠梓仙溪野生動物保護區」，以保護珍貴的魚類與水生生態。

## 人口
根據高雄市政府民政局統計，2024年底那瑪夏區戶數896戶，人口計有3,132人，下轄三里人口分布情形分別為達卡努瓦里計有1,722人、瑪雅里計有798人、南沙魯里計有612人。
2024年底時，那瑪夏區人口的年齡構成中，0至14歲人口佔比17.59%，15至64歲人口佔比71.52%，65歲以上人口佔比10.89%，老化指數約為61.89%，是高雄市人口最年輕的行政區，也是臺灣老年人口佔比最低、老化指數最低的市轄區。

## 政治

### 歷任首長
鄉長
| 屆次 | 姓名   | 備註 |
| ---- | ------ | ---- |
| 1    | 許新富 |      |
| 2    | 林正   |      |
| 3    | 林永富 |      |
| 4    | 柯智   |      |
| 5    | 柯智   |      |
| 6    | 許新富 |      |
| 7    | 柯智   |      |
| 8    | 周瑞德 |      |
| 9    | 周瑞德 |      |
| 10   | 林國財 |      |
| 11   | 孫榮顯 |      |
| 12   | 孫榮顯 |      |
| 13   | 林國財 |      |
| 14   | 柯明德 |      |
| 15   | 柯明德 |      |

區長
2010年12月25日起改制為那瑪夏區，区长由市長任命。2014年起，區長同其他直轄市山地原住民區恢復直選。
| 屆次 | 姓名          | 原住民語名      | 政黨           | 備註                       |
| ---- | ------------- | --------------- | -------------- | -------------------------- |
| 1    | 白樣‧伊斯理鍛 | Payan Islituan  |                | 官派                       |
| 2    | 徐出世        | Dahu Istanda    | 台灣第一民族黨 | 直選                       |
| 3    | 白樣‧伊斯理鍛 | Payan Islituan  | 無黨籍         | 直選，停職中，由孔賢傑代理 |
| 4    | 孔賢傑        | 'Avia Kanpanena | 無黨籍         | 直選，代理區長             |

### 區政組織
那瑪夏區區治原位於該區南部的南沙魯里（原民族村），2009年發生八八水災後，區治遷至瑪雅里（原民權村），為臨時行政中心，現則已遷至該區北部的達卡努瓦里（原民生村）。
那瑪夏區公所是那瑪夏區最高層級的地方行政機關，在中華民國政府架構中為直轄市山地原住民區自治的行政機關，同時負責執行市政府及中央機關委辦事項，那瑪夏區的自治監督機關為高雄市政府。區長由全體區民直接選舉產生，任期為四年，可連選連任一次。那瑪夏區公所並置區務會議，為區政最高決策機構，在區長之下，設有3課3室等6個內部單位及4個附屬機關。
那瑪夏區民代表會是那瑪夏區的最高民意機關，代表那瑪夏區全體區民立法和監察區政。區民代表由公民直選選出，任期為四年，可連選連任。那瑪夏區民代表會共有7位區民代表，分別為第一選區4席區民代表、第二選區3席區民代表，主席、副主席由7位區民代表互選產生。

### 行政區劃
以下列出的「里」屬於行政區劃，因此里內可能有數個部落。
- 南沙魯里（位於楠梓仙溪下游）：
  - 南沙魯部落（Nangnisalu，民族）：布農族
- 瑪雅里（位於楠梓仙溪中游）：
  - 瑪雅部落（Mangacun，蚊子只、民權）：布農族、拉阿魯哇族、卡那卡那富族
- 達卡努瓦里（位於楠梓仙溪上游）：
  - 瑪星哈蘭部落（Masinghalan）：布農族
  - 達卡努瓦部落（Takanua，民生）：布農族、卡那卡那富族

| 那瑪夏區行政區劃           |
| 達卡努瓦里 瑪雅里 南沙魯里 |

## 教育

### 國民中學
- 高雄市立那瑪夏國民中學

### 國民小學
- 高雄市那瑪夏區民生國民小學（達卡努瓦）
- 高雄市那瑪夏區民權國民小學（瑪雅）

## 交通

### 公路
- 台29線（原台21線南段）：對外聯繫，並且連接區內三大里。
- 高134線（茶山產業道路；青山巷）：從台29線達卡努瓦橋（民生大橋）前叉出，可以通往嘉義縣大埔鄉及阿里山鄉茶山村。

## 宗教禮拜場所

### 基督宗教
| 宗派                             | 教會（禮拜堂 / 聖堂）                                                                    |
| -------------------------------- | ---------------------------------------------------------------------------------------- |
| 歸正宗長老會（臺灣基督長老教會） | 南布中會大光教會、南布中會民生教會、南布中會青山教會、南布中會民權教會、南布中會民族教會 |
| 其他                             | 真耶穌教會民生教會、真耶穌教會民權教會、基督復臨安息日會 民生教會                        |

## 旅遊
那瑪夏區以每年春季（3月至5月）的賞螢活動聞名，區內共有多條賞螢步道，如拉比尼亞、達卡努瓦、日本神社、樟樹林及南沙魯賞螢步道。此地已記錄約15種螢火蟲，其中以黑翅螢、山窗螢與大端黑螢等7種最為常見。
- 民生民宿村
- 彩虹瀑布
- 世紀大峽谷
- 天使瀑布
- 神龍瀑布
- 羅漢瀑布
- 雙連瀑布
- 拉比尼亞河谷
- 青山觀景區
- 楠梓仙溪
- 玉山山脈
- 瑪雅吊橋
- 芒果樹部落市集

## 特產
- 竹筍
- 梅
- 薑
- 水蜜桃
- 柿子
- 原住民手工藝品

## 外部連結
- 高雄市那瑪夏區公所 Namasia Districit Office,Kaohsiung City （页面存档备份，存于）